# Lycopodioideae
Lycopodioideae — підродина родини Lycopodiaceae у класифікації Pteridophyte Phylogeny Group 2016 (PPG I). Це еквівалентно широкому опису роду Lycopodium в інших класифікаціях. Як і всі лікофіти, представники Lycopodiaceae розмножуються спорами. Найдавніші скам'янілості сучасних представників підродини відносяться до ранньої крейди.

## Опис
Спорофіти видів Lycopodioideae є відносно низькорослими трав'янистими рослинами. Гілки зазвичай детерміновані (тобто обмеженого росту та розширення). Спорангії розташовані біля основи або в пазухах спеціальних спорових листків (спорофілів), які помітно відрізняються від звичайних листків і зазвичай згруповані в компактні кінцеві структури (стробіли). Стробіли можуть бути вертикальними або пониклими.

## Склад
У класифікації Pteridophyte Phylogeny Group 2016 (PPG I) Lycopodioideae має такі роди:
- Austrolycopodium Holub
- Dendrolycopodium A.Haines
- Diphasiastrum Holub
- Diphasium C.Presl ex Rothm.
- Lycopodiastrum Holub ex R.D.Dixit
- Lycopodium L.
- Pseudodiphasium Holub
- Pseudolycopodium Holub
- Spinulum A.Haines

Усі ці роди об’єднані в один рід Lycopodium sensu lato в інших системах класифікації.